# Isabel Bolton
Isabel Bolton, (* 6. August 1883 in New London, Connecticut; † 5. April 1975 in New York, eigentlich Mary Britton Miller) war eine US-amerikanische Schriftstellerin.

## Leben
Beide Eltern, der Rechtsanwalt Charles Phillip Miller und dessen Frau Grace, geb. Rumrill, starben an Pneumonie (Lungenentzündung), als Mary Britton vier Jahre alt war. Ihre Zwillingsschwester Grace ertrank im Alter von 14 Jahren; weitere Geschwister sind nicht erwähnt. Die Familie war wohlhabend und mit dem Haus Chapin verwandt. Prinzessin Marguerite Chapin Caetani, Herausgeberin der Literaturzeitschrift „Botteghe Oscure“, war eine Cousine. Mary Britton Miller wurde von einer Großmutter und anderen Verwandten aufgenommen. Sie besuchte ein Internat in Cambridge, Massachusetts.
Edward Field zufolge wurde sie wegen ihrer schriftstellerischen Ambitionen von der Verwandtschaft gemieden. Endgültig zum schwarzen Schaf der Familie wurde sie, als ihr nach einem dreijährigen Aufenthalt in Europa, den sie größtenteils in Italien verbracht hatte, ein uneheliches Kind nachgesagt wurde.
Nach ihrer Rückkehr in die Vereinigten Staaten wurde Manhattan zu ihrer Heimat. Miller schrieb Gedichte für Kinder und Erwachsene. Ihr erster Roman In the Days of Thy Youth thematisierte die emotionale Bindung eines Zwillingspaares, fand allerdings wenig Beachtung.
Mit 62 Jahren legte sich Mary Miller das Pseudonym Isabel Bolton zu, unter dem sie drei erfolgreiche Romane veröffentlichen konnte, die später als die New York Mosaik Trilogie bekannt wurden. Einen nicht geringen Anteil an diesem Erfolg hatte Edmund Wilson, der als bekannter Kritiker des The New Yorker den Roman 'Do I Wake or Sleep' (dt. 'Wach ich oder schlaf ich') als „vollkommen“ pries und Isabel Bolton in der Nachfolge von Henry James und Virginia Woolf sah. Diana Trilling schrieb über Bolton nach der Veröffentlichung von The Christmas Tree: „… she is the best woman writer of fiction in this country today“.
Nach ihrem Tod im Jahr 1975 gerieten Isabel Bolton und ihre Werke in Vergessenheit. Sie wurden erst 1997 wiederentdeckt und gelten heute als Klassiker der modernen amerikanischen Literatur. Isabel Bolton gehörte zeitweise der Künstlerkolonie Yaddo an.

## Werke
- Menagerie (Gedichte) 1928.
- Songs of Infancy, and other Poems (Gedichte) 1928.
- Without Sanctuary 1932.
- Intrepid Bird 1934.
- In the Days of thy Youth (Roman) New York, 1943.
- The Crucifixions (Gedichte) 1944.
- Do I wake or sleep (Roman) New York: Charles Scribner’s Sons 1946.
  - Wach ich oder schlaf ich. Schöffling & Co., Frankfurt am Main 1999, ISBN 978-3-89561-070-7.

- The Christmas Tree (Roman), Scribner’s, 1949
  - Der Weihnachtsbaum. Roman. Aus dem Amerikanischen übersetzt von Hannah Harders. Schöffling Verlag, Frankfurt am Main 2006
- Many Mansions (Roman), Scribner’s, 1952.
- Give a Guess (1957).
- All Aboard (1958).
- A Handful of Flowers (1959).
- Jungle Journey (1959).
- Listen — the Birds (1961).
- Under Gemini (Roman), New York, 1966.
  - Mary und Grace: eine Erinnerung, Aus dem Amerikan. von Hannah Harders., Frankfurt/Main: Schöffling & Co., 2000
- Whirligig of Time (Roman), New York, 1971.

## Sekundärliteratur
Helen Barolini: Their Other Side: Six American Women and the Lure of Italy, 2006